# Boophis occidentalis
Boophis occidentalis is een kikker uit de familie gouden kikkers (Mantellidae). De soort werd voor het eerst wetenschappelijk beschreven door Frank Glaw en Miguel Vences in 1994. De soort behoort tot het geslacht Boophis.
De soort werd eerder beschouwd als een ondersoort van Boophis albilabris, onder de naam Boophis albilabris occidentalis.

## Leefgebied
De soort is endemisch in Madagaskar, waar hij vooral in het westen en noordwesten leeft, zoals in het nationaal park Isalo of op het schiereiland Sahamalaza. Zijn habitat zijn (sub)tropische bossen, weilanden en rivieren. Doordat zijn leefgebied steeds kleiner wordt, blijft de populatie dalen.

## Beschrijving
Boophis occidentalis kan 50 tot 60 millimeter lang worden. De soort is bekend in twee kleurvarianten: groen en bruin. In beide gevallen is de buik geelachtig en de binnenzijde van de benen roodachtig.

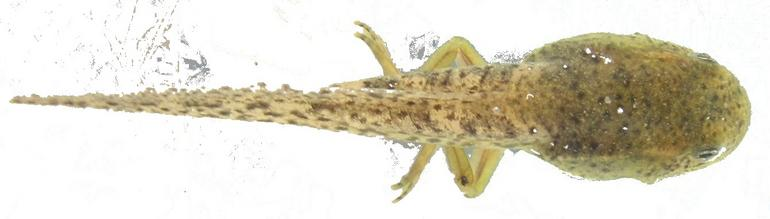
Kikkervisje van Boophis occidentalis.